# Oberlahnstein
Oberlahnstein ist ein Stadtteil von Lahnstein im Rhein-Lahn-Kreis in Rheinland-Pfalz. Bis 1969 war der Ort eine selbständige kreisangehörige Stadt.

## Lage
Oberlahnstein liegt auf der rechen Rheinseite und auf der linken Seite der Lahn, an der Mündung der Lahn in den Rhein.

## Geschichte
Die erste Aufzeichnung über Oberlahnstein entsteht als um 900 der fränkische Salhof an Kurmainz übertragen wurde.
Seit 1226 erbaute der Mainzer Erzbischof Siegfried III. von Eppstein Burg Lahneck zum Schutz seines Gebietes an der Lahnmündung, wo der Ort Oberlahnstein und die Silbermine, die sich seit 1220 in Friedrichssegen befand, an Kurmainz gekommen waren. Die erste Erwähnung eines Burggrafen auf der Burg war 1245.
Anfang 1258 übergab der Deutsche Orden die Abgaben seiner Besitzungen, sogenannte Zehnten, an andere Landesherren ab, darunter den Erzbischof zu Mainz, den Heinrich Heiden und die Mönche von Selichinstait. 1286 hielt die Deutschordenskommende zu Koblenz weiterhin Besitztümer, die regelmäßig verzinst wurden.
Als Versprechen zu seiner Wahl zum deutschen Kaiser äußerte Graf Heinrich VII. von Luxemburg, dass er dem Mainzer Erzbischof die in Boppard aufgehobene Zollrechte an anderer Stelle wieder einsetzt. In diesem Zuge wurde die Martinsburg Anfang des 14. Jahrhunderts als Stützpunkt zur Wahrnehmung der Mainzer Zollrechte am Rhein errichtet. König Ludwig IV. der Bayer verlieh 1324 Loynstein, dem heutigen Oberlahnstein, damals zu Kurmainz gehörend, die Stadtrechte, gleichzeitig wurde mit dem Bau der Stadtbefestigung begonnen. Während der Mainzer Stiftsfehde 1461/1462 fielen Burg Lahneck und Oberlahnstein zeitweise an Kurtrier, nachdem 1462 Koblenzer und Trierer Truppen Oberlahnstein angegriffen hatten. Im Pfälzischen Erbfolgekrieg 1688 wurde Burg Lahneck durch französische Truppen zerstört, indem die Dächer in Brand geschossen wurden.
Das Alte Rathaus von Oberlahnstein wurde erstmals 1507 erwähnt. Die Pest brach 1542 in Lahnstein aus. 1569 wurde zwischen Ober- und Niederlahnstein eine Fährlinie über die Lahn errichtet. Im Dreißigjährigen Krieg wurden beide Stadtteile mehrfach durch schwedische, kaiserliche, französische und hessische Truppen besetzt.
Während der Koalitionskriege wurden Ober- und Niederlahnstein zwischen 1795 und 1800 wechselweise von österreichischen, preußischen, französischen und russischen Truppen besetzt. Oberlahnstein bildete mit der Burg Lahneck die nördlichste Exklave des Kurfürstentums Mainz. Nachdem sich die Franzosen im Frieden von Lunéville vom rechten Rheinufer zurückgezogen hatten, fielen beide Lahnstein zunächst durch den Reichsdeputationshauptschluss von 1803 an Nassau-Usingen und dann 1806 an das neu geschaffene Herzogtum Nassau. Kirchlich gehörte Oberlahnstein bis zur Herauslösung und Integrierung in das neugegründete Bistum Limburg nach 1803 zum Erzbistum Trier.

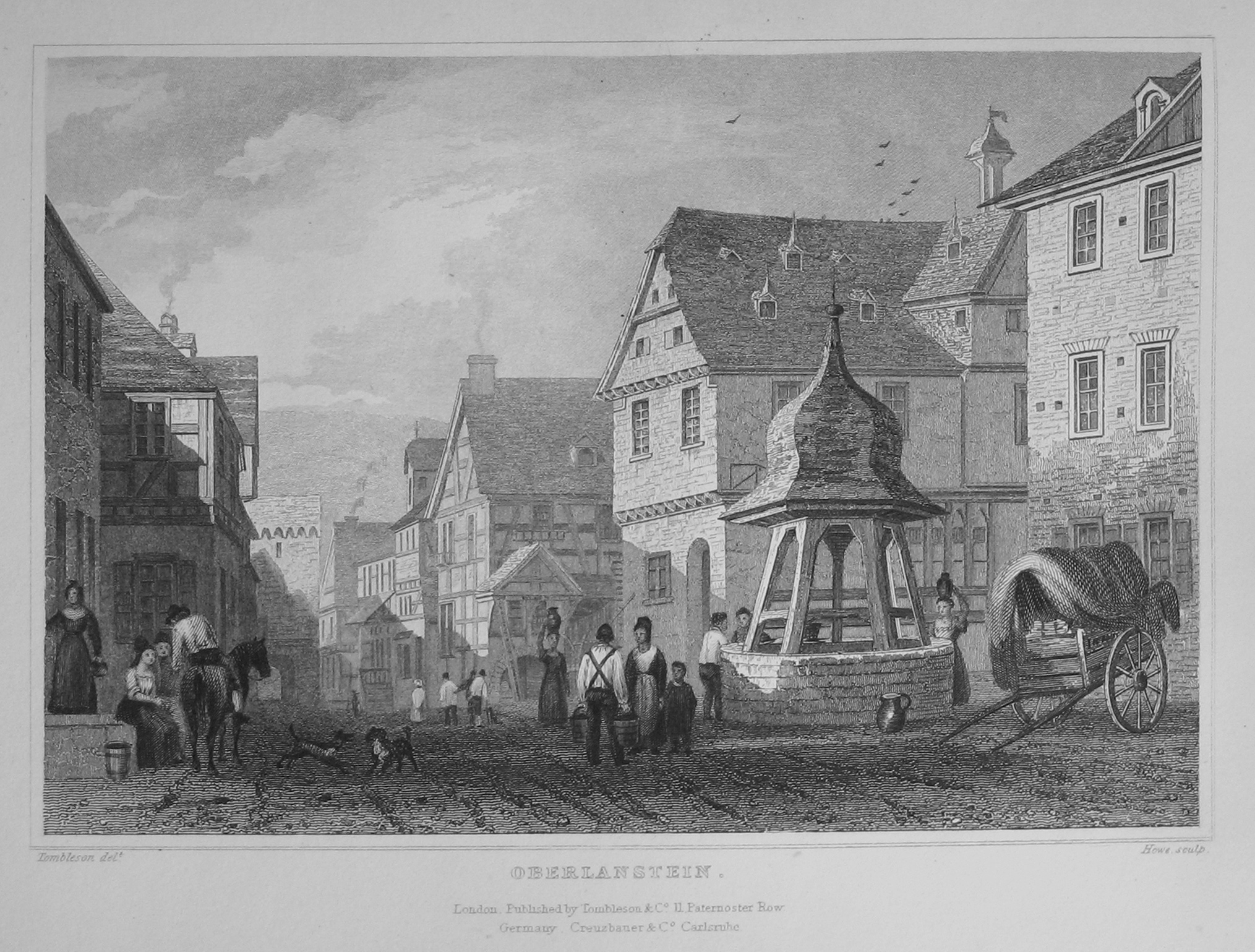
Oberlahnstein um 1840

1852 begann der Wiederaufbau von Burg Lahneck. Ein erster Streckenabschnitt der Lahntalbahn von Oberlahnstein bis Bad Ems wurde am 1. Juli 1858 eröffnet. Am 11. August 1856 wurde das erste Teilstück der Nassauischen Rheinbahn von Wiesbaden nach Rüdesheim eröffnet. Wegen der schwierigen Bauarbeiten wurde die Strecke erst am 22. Februar 1862 bis Oberlahnstein und am 3. Juni 1864, nachdem seit 1862 die erste Eisenbahnbrücke über die Lahn erbaut wurde, bis Niederlahnstein verlängert. Im 19. Jahrhundert, in nassauischer Zeit, wurde es als Endpunkt der Nassauischen Rheinbahn von Wiesbaden und der Lahntalbahn von Wetzlar ein wichtiger Eisenbahnknotenpunkt.

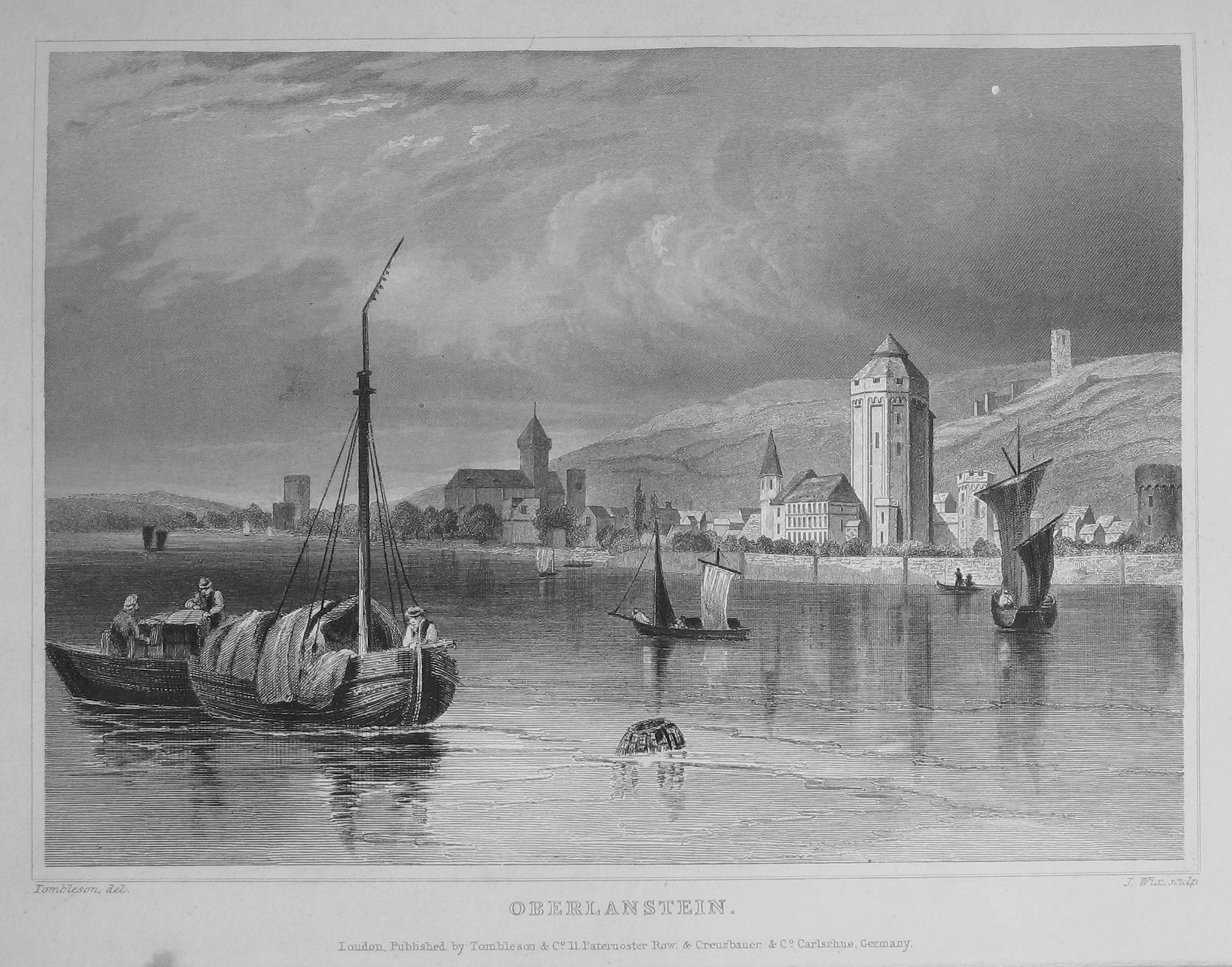
Ansicht von Oberlahnstein um 1840 (Stahlstich von William Tombleson)

Nachdem das Herzogtum Nassau den Deutschen Krieg 1866 an der Seite Österreichs verloren hatte, wurde es von Preußen annektiert. Das nun preußische Lahnstein begann bis 1869 mit den Arbeiten zum Anschluss seiner Eisenbahn an die preußische Rechte Rheinstrecke. Die wichtige Funktion Oberlahnsteins wurde mit der Übernahme der Nassauischen Staatsbahn durch Preußen nach dem Preußisch-Österreichischen Krieg 1866 weitestgehend auf die Bahnhöfe Niederlahnstein und Koblenz Hbf übertragen.
Seit 1873 verbindet eine Straßenbrücke über die Lahn die heutigen Stadtteile Ober- und Niederlahnstein. Die Brücke, die zuletzt 1997 durch einen Neubau ersetzt wurde, erhielt 2008 den Namen Rudi-Geil-Brücke nach dem Lahnsteiner Politiker Rudi Geil.

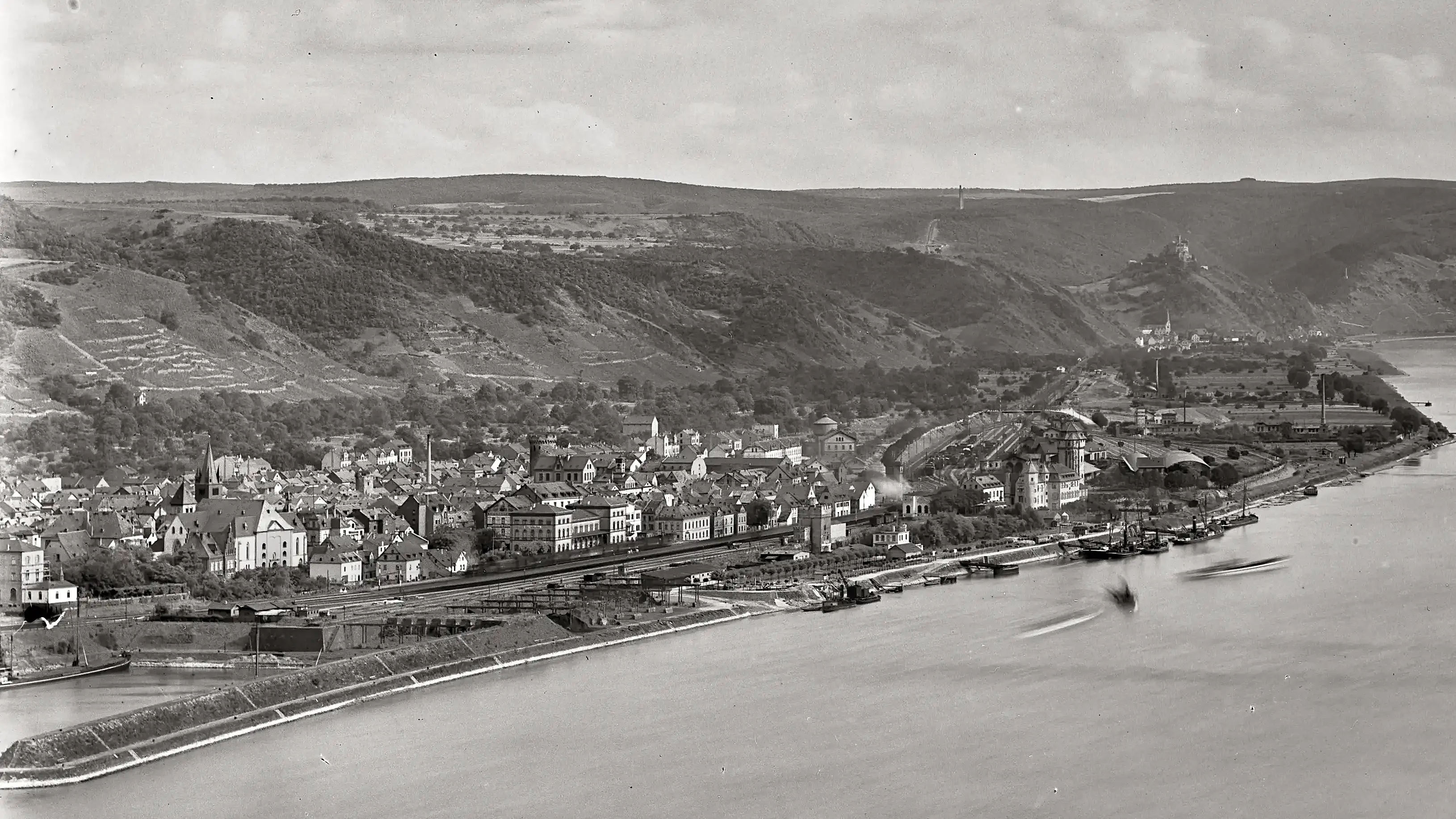
Oberlahnstein 1910

Nach dem Ersten Weltkrieg wurden beide Lahnsteins im Rahmen der Rheinlandbesetzung zwischen 1918 und 1929 von französischen Truppen besetzt. In der Reichspogromnacht von 1938 wurde in Oberlahnstein die Synagoge zerstört. Im Zweiten Weltkrieg war Lahnstein 1944 und 1945 Ziel alliierter Luftangriffe.
Nach dem Krieg kommen sowohl Ober- als auch Niederlahnstein 1946 an das damals neu gegründete Land Rheinland-Pfalz. 1957 wurde an der Lahn die Staustufe fertiggestellt.
Am 7. Juni 1969 wurde Oberlahnstein mit der Nachbarstadt Niederlahnstein zur Großen kreisangehörigen Stadt Lahnstein vereinigt.
Heute gehören die römisch-katholischen Einwohner Oberlahnsteins zum Bistum Limburg, die evangelischen Einwohner zur Evangelischen Kirche in Hessen und Nassau.
Namensentwicklung
Um 1230 wurde Oberlahnstein „Hoverlonstein“ bezeichnet, wobei der Name „superior Lonstein“  um 1255 auch Bedeutung fand. Mitte des 14. Jahrhunderts entwickelte sich der Name zu Oberloinstein weiter.

## Wappen und Flagge
| Wappen von Oberlahnstein | Blasonierung: „In Rot zwei pfahlweise sechsspeichige silberne Räder, über ein silbernes Tatzenkreuz verbunden.“ |
| Wappen von Oberlahnstein | Wappenbegründung: Das Wappen wurde 1908 vom preußischen Staatsministerium verliehen. Das Doppelrad mit dem verbindenden Tatzenkreuz ist eine Variation des alten Mainzer Wappens und symbolisiert die jahrhundertelange Zugehörigkeit zu Kurmainz. |

|  | 00Hissflagge: „Die Flagge ist rot-weiß quergestreift mit dem Wappen in der Mitte.“ |

## Infrastruktur
Der Bahnhof Oberlahnstein liegt an der rechten Rheinstrecke. Früher zweigte hier die Lahntalbahn ab. Die Nassauische Kleinbahn hatte mit dem Bahnhof Oberlahnstein Kleinbahnhof einen eigenen Bahnhof.
Durch den Ort verläuft die Bundesstraße 42.
Seit 1873 verbindet eine Straßenbrücke die beiden Stadtteile Nieder- und Oberlahnstein, die 1997 erneuerte Brücke erhielt 2008 den Namen Rudi-Geil-Brücke.
Oberlahnstein besitzt einen zur Lahn hin geöffnetem Hafen.

## Persönlichkeiten

### Söhne und Töchter der Stadt
- Andreas Bang (1903–1946), Landwirt, NSDAP-Politiker und Landtagsabgeordneter
- Hermann Beckby (1890–1980), Philologe und Heimatforscher
- Thorsten Becker (* 1958), Schriftsteller
- Hans Bohn (1891–1980), Grafiker
- Heinrich Fisch (1925–2008), Pädagoge und Sozialwissenschaftler
- Franz Josef Geil (1907–1948), Politiker (CDU), MdL
- Hermann Geil (1858–1935), Unternehmer und Abgeordneter des Provinziallandtages der Provinz Hessen-Nassau
- Rudi Geil (1937–2006), Politiker (CDU), MdL
- Axel Heibel (* 1943), Objektkünstler
- Peter Huttenlocher (1931–2013), Neuropädiater und Neurowissenschaftler
- Wilhelm Lanz (1829–1882), von 1868 bis 1882 Erster Bürgermeister von Wiesbaden
- Roger Lewentz (* 1963), Politiker (SPD)
- Julius Liebrecht (1891–1974), Unternehmer bei Boehringer Ingelheim
- Otto Mandt (1858–1919), Konteradmiral und Geheimer Regierungsrat
- Heribert Meffert (* 1937), deutscher Wirtschaftswissenschaftler (Westfälische Wilhelms-Universität)
- Felix Meineke (1877–1955), Eisenbahningenieur und Hochschullehrer
- Bernhard Plettner (1914–1997), Ingenieur, Vorstandsvorsitzender der Siemens AG
- Gottfried Pott (1939–2024), Professor für Kalligrafie
- Hugo Rheinhold (1853–1900), deutscher Bildhauer
- Otto Rheinhold (1855–1937), Fabrikant, Stifter und Mäzen
- Gunter Runkel (1946–2020), Soziologe, Sexualwissenschaftler und Hochschullehrer
- Wilhelm Schnaß (1775–1864), Schultheiß und Mitglied des Nassauischen Landtags
- Andreas Bernhard Söhngen (1864–1920), Landschafts-, Architektur- und Stilllebenmaler, Zeichner, Radierer und Lithograf
- Otto Stadelmann (1874–1952), Jurist
- Herbert Walther (1922–2003), Sachbuchautor, Maler und Grafiker
- Jürgen Wöhler (* 1950), Jurist
- Nikolaus Weinbach († 1658), 1633–1642 Abt im Kloster Eberbach
- Walther Karl Zülch (1883–1966), Kunsthistoriker

### Mit der Stadt verbundene Personen
- Anton Abt (1841–1895), Theologe und Schriftsteller, gründete 1873 in Oberlahnstein die Höhere Bürgerschule, aus der das Gymnasium hervorging
- Nikolai von Astudin (1847–1925), russischer Landschaftsmaler, wohnte und verstarb in den 1920er Jahren in Oberlahnstein.
- Robert Bodewig (1857–1923), Geschichtslehrer in Lahnstein, Historiker, Heimatforscher, archäologischer Autodidakt und Streckenkommissar der Reichs-Limeskommission
- Albrecht Claus (1896–1963/65), Bürgermeister von Oberlahnstein (1949–1961)
- Idilia Dubb, die englische Touristin soll im Jahre 1851 auf dem Bergfried der Burg Lahneck verhungert sein.
- Ernst Fuhrmann (1886–1956), Schriftsteller,  gründete 1928 in Haus Jungfried den Folkwang-Auriga Verlag[7]
- Johann Philipp Holzmann (1805–1870), Bauunternehmer und Gründungsvater der Philipp Holzmann AG, baute 1860 den Hafen in Oberlahnstein
- Franz Molitor (1857–1929), Maler, arbeitete von 1898 bis 1927/28 in Oberlahnstein, u. a. an der Ausgestaltung des Bodewig-Museums[8]
- Anton Schütz (1861–1919), Politiker, ehemaliger Bürgermeister
- Walter Weber (1886–1966), Bürgermeister von Oberlahnstein (1920–1934) sowie Landrat des Main-Taunus-Kreises (1945–1946)
- Georg Zülch (1851–1890), Heimatforscher, Gründer des Lahnsteiner Altertumsvereins

### Ehrenbürger
- Anton Lessing (1840–1915), Industrieller, gründete in Russland zahlreiche Unternehmen, seit 1872 Wohnsitz in Oberlahnstein[9]
- Walter Lessing (1881–1967), Politiker, in Oberlahnstein geboren, 1968 wurde die Dr.-Walter-Lessing-Straße nach ihm benannt[10]
- Fritz Michel (1877–1966), Arzt und Historiker, verliehen 1961[11]
- Karl Sturm (1878–1960), Stadtverordnetenvorsteher und Abgeordneter des Provinziallandtages der Provinz Hessen-Nassau, verliehen 1959[12]
- Walter Weber (1886–1966), örtlicher Bürgermeister (1920–1934) sowie Landrat des Main-Taunus-Kreises (1945–1946), 1962 zum Ehrenbürger ernannt[13], 1963 wurde nach ihm die Dr.-Weber-Straße benannt

## Dokumente
- Bild von Oberlahnstein aus J.F. Dielmann, A. Fay, J. Becker (Zeichner): F.C. Vogels Panorama des Rheins, Bilder des rechten und linken Rheinufers. Lithographische Anstalt F.C. Vogel, Frankfurt 1833.
- Bild 2 von Oberlahnstein, dito